# Danyang
Danyáng (en chino:丹阳市, pinyin: Dānyáng Shì, literalmente:ciudad del sol escarlata) es una ciudad-condado bajo la administración directa de la ciudad-prefectura de Zhenjiang. Se ubica en las riberas del río Yangtze en la provincia de Jiangsu a 230 km al oeste de Shanghái y a 85 km de Nankín, República Popular China. Su área es de un poco más de 1 000 km² (20% agua) y su población es de 890 000 (2007).

## Historia
Ya en el neolítico en el territorio de Danyáng había actividad humana. La edificación de la zona comenzó en el período de los reinos combatientes, se le conoció como el Yab de Yunyang (云阳邑) en el 221 a. C. que luego cambio de administración a condado de Yunyang (云阳县), más tarde se le conocería como condado de
Qū'a (曲阿县). En el año 9 Qū'a cambió a condado Fengmei (凤美县) y durante la dinastía Han del este se re nombró a condado Qū'a (曲阿县).
En el 234 el condado Qū'a cambió a condado Yunyang y en el 281 se re nombró condado de Qū'a.
En el año 742 durante el reinado Ganyuan (乾元) de la dinastía Tang, Runzhou (润州) cambió a comandería de Danyáng (丹阳郡), el condado de Qū'a (曲阿县) cambió a condado de Danyáng y el condado de Danyáng perteneció a la comandería de Danyáng, esa fue la primera aparición del nombre Danyáng en la ciudad, desde entonces esa zona se ha conocido bajo el nombre de Danyáng. En el 758 cambió la comanderia de Danyáng a Runzhou (润州)
En 1912 el condado de Danyáng está bajo la administración de la provincia de Jiangsu, en 1949 es poblado perteneciente al distrito de Jiang zhuan (江专区), en 1958 el distrito de Jiang zhuan cambia a distrito de Changzhou zhuan (常州专区) en 1959 el distrito de Changzhou zhuan cambia a distrito de Zhenjiang zhuan (镇江专区), en 1983 el condado Danyáng pertenece a la ciudad Zhenjiang (镇江) y en diciembre de 1987 Danyáng cambia de condado a ciudad.

## Economía
Por su posición geográfica, la economía de la ciudad se basa en la agricultura, es pobre en recursos minerales pero rica en recursos hídricos, pues es bañada por más de 90 ríos y decenas de lagos, embalses y lagunas. Al estar cerca de grandes urbes esta se ha visto beneficiada con proyectos como por ejemplo el tren de alta velocidad, el gran canal y la pavimentación de vías, esta relación entre las tres ciudades (Shanghái-Nankín-Danyáng) se conoce como el triángulo de oro. Además sectores industriales como textiles, química, maquinarias, madera, electrónica y auto partes. Su PIB está clasificado entre los diez primeros de la provincia y es una de las 100 ciudades-condado con la más alta puntuación en el concurso de economía nacional.

## Clima
Danyáng está en el cinturón subtropical y está bajo la influencia del monzón asiático. Su clima es húmedo, con cuatro estaciones distintas. La temperatura media anual es de 15 °C. La precipitación anual es de más de 1 000 mm y el tiempo soleado se encuentra cerca de dos mil horas al año.
ver el pronóstico Archivado el 19 de octubre de 2013 en Wayback Machine.